# Tranvia Torino-Saluzzo/Carmagnola
La tranvia Torino-Saluzzo, con diramazione Pilone Virle-Carmagnola, era una linea tranviaria interurbana che collegava le città di Torino, Saluzzo e Carmagnola dal 1881 al 1950.

## Storia

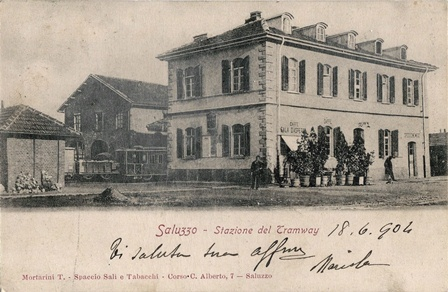
Saluzzo, stazione tranviaria

I primi passi verso la costruzione di una rete di tranvie nel Saluzzese furono compiuti nel luglio 1877, quando un'assemblea di Comuni interessati, deputati e consiglieri provinciali deliberò di promuovere la costruzione di una ferrovia tra Airasca, Saluzzo, Cuneo e Mondovì con diramazione Busca-Dronero. Poco dopo il banchiere francese Alfonso Raoul Berrier-Delaleu presentò domanda per la concessione delle linee tranviarie Cuneo-Dronero, Cuneo-Busca-Saluzzo, Cuneo-Mondovì e Saluzzo-Moretta-Pancalieri (quest'ultima prolungabile sino a Torino): il 29 ottobre 1877 il consiglio provinciale di Cuneo accettò la domanda, accordando il successivo 4 novembre la costruzione e l'esercizio delle tranvie Cuneo-Dronero e Cuneo-Busca-Saluzzo. La Cuneo-Dronero aprì il 23 novembre 1879, e il 24 ottobre 1880 toccò alla Saluzzo-Cuneo.
Sempre nel 1880 l'ingegner Giuseppe Bonelli, rappresentante del banchiere belga Rodolfo Coumond, presentò alla Deputazione provinciale di Torino domanda per la concessione delle linee Torino-Carignano-Carmagnola e Torino-Carignano-Moretta-Saluzzo; l'autorizzazione alla costruzione della tratta Torino-Carmagnola fu ottenuta nel febbraio 1881. Il successivo 26 ottobre furono aperte le tratte Torino-Moretta e Carignano-Carmagnola; il primo orario prevedeva cinque coppie di corse tra Torino (piazza Nizza) e Moretta e sei coppie di corse sulla diramazione Carignano-Carmagnola in coincidenza con la linea principale
Il 25 luglio 1882 fu aperta la tratta da Moretta a Saluzzo, con la quale la linea si congiungeva con le tranvie per Cuneo, Dronero e Borgo San Dalmazzo: erano previste sei coppie di corse giornaliere sull'intero percorso.

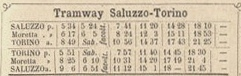
Orario del 1901

Le linee facevano capo alla Compagnie Générale des Tramways à Vapeur Piémontais (CGTVP), diretta da Coumond, che nel 1882 rilevò da Berrier-Delaleu, in difficoltà economiche per la costruzione delle tranvie Asti-Cortanze e Asti-Canale, le concessioni delle linee Cuneo-Saluzzo, Cuneo-Dronero, Pinerolo-Cavour e Saluzzo-Revello. Con l'assorbimento delle linee di Berrier-Delaleu si costituì la Compagnia Generale dei Tramways Piemontesi (CGTP), con sede a Bruxelles, che sino alla prima guerra mondiale espanse la propria rete fino a raggiungere una lunghezza totale di 189,965 km; tra il 1903 e il 1907 la società dichiarava un utile pari al 32% del prodotto l'esercizio, il maggiore tra tutte le tranvie piemontesi.
Passata la prima guerra mondiale la CGTP, per ridurre i costi d'esercizio (manodopera, combustibili, manutenzione) e incrementare le velocità nella seconda metà degli anni venti sperimentò un'automotrice a benzolo, per poi orientarsi sull'impiego di elettromotrici ad accumulatori su spinta del direttore generale dottor Pietro Lo Balbo. La trazione ad accumulatori, impiegata in quegli anni anche su varie tranvie e ferrovie italiane (San Bonifacio-Lonigo-Cologna Veneta, Verona-Caprino-Garda, Udine-San Daniele, le tranvie interurbane parmensi e mantovane) è favorita anche dal Governo: l'articolo 35 del Regio decreto legge nº 2150 del 2 agosto 1929 accorda sovvenzioni chilometriche fino a 10.000 lire per 35 anni. Dal dicembre 1925 furono sperimentate due automotrici ad accumulatori a due assi sulla Torino-Carmagnola con buon successo di pubblico, tanto da spingere la CGTP a costruire altre unità e ad acquistare motrici più capienti a carrelli per la Torino-Saluzzo-Cuneo, entrate in servizio domenica 2 novembre 1930.

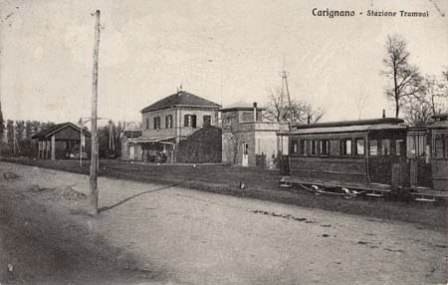
Treno a Carignano nel 1920

Con le elettromotrici il servizio migliorò, ma non fu sufficiente a contrastare l'avanzata delle autolinee: il 1º maggio 1935 parte della rete, con scarso traffico o con profili accidentati, fu trasformata in autolinee affidate alla Società Anonima Autolinee Piemontesi, consociata della CGTP. L'anno successivo il capitale della CGTP passò in mani italiane; la società cambiò denominazione in Società Anonima Tramvie Interprovinciali Piemontesi (SATIP) con sede a Torino e direzione d'esercizio a Saluzzo.
Durante la seconda guerra mondiale furono gravemente danneggiati una motrice a carrelli, sei rimorchiate a due assi, tredici carri a sponde alte e venti carri chiusi; fu anche bombardato e gravemente danneggiato il deposito torinese di corso Spezia e fu interrotta la diramazione per Carmagnola, riaperta sul finire del 1946. Il conflitto impegnò notevolmente la SATIP, specie per quanto riguarda il trasporto degli sfollati.
Nonostante svariati progetti di ricostruzione della rete SATIP proposti da vari soggetti pubblici e privati, alcuni dei quali prevedevano varianti di percorso in sede propria, elettrificazione (o dieselizzazione) e trasformazione a scartamento normale, il 30 novembre 1948 le tratte Pilone Virle-Carmagnola, Saluzzo-Cuneo, Cuneo-Dronero e Costigliole-Venasca furono chiuse e sostituite da autobus; dopo proteste da parte dell'utenza rimase attiva solo la Torino-Saluzzo, che chiuse il 10 aprile 1950 sostituita da autobus della Nuova SATIP, nuova denominazione della SATIP.

## Caratteristiche
| Unknown route-map component "uexKBHFa" |

| Unknown route-map component "uexBHF" |

| Unknown route-map component "uexHST" |

| Unknown route-map component "uexBHF" |

| Unknown route-map component "CONTgq" | Unknown route-map component "uxmKRZo" | Unknown route-map component "CONTfq" |

| Unknown route-map component "uexWBRÜCKE1" |

| Unknown route-map component "CONTgq" | Unknown route-map component "uxmKRZ" | Unknown route-map component "CONTfq" |

| Unknown route-map component "uexHST" |

| Unknown route-map component "uexBHF" |

| Unknown route-map component "uexHST" |

| Unknown route-map component "uexBHF" |

| Unknown route-map component "uexBHF" |

| Unknown route-map component "uexHST" |

| Unknown route-map component "uexBHF" |

| Unknown route-map component "uexBHF" |

| 19 |
| 0  |

|  | Unknown route-map component "uexABZgl" | Unknown route-map component "uexSTR+r" |

|  | Unused straight waterway | Unknown route-map component "uexBHF" |

|  | Unused straight waterway | Unknown route-map component "uexBHF" |

|  | Unused straight waterway | Unknown route-map component "uexKBHFe" |

| Unknown route-map component "uexBHF" |

| Unknown route-map component "uexHST" |

| Unknown route-map component "uexBHF" |

| Unknown route-map component "uexHST" |

| Unknown route-map component "uexhKRZWae" |

| Unknown route-map component "uexBHF" |

| Unknown route-map component "uexWBRÜCKE1" |

| Unknown route-map component "uexBHF" |

| Unknown route-map component "uexBHF" |

| Unknown route-map component "uexBHF" |

| Unknown route-map component "uexBHF" |

| Unknown route-map component "exCONTgq" | Unknown route-map component "uexmKRZ" | Unknown route-map component "exCONTfq" |

| Unknown route-map component "uexBHF" |

| Unknown route-map component "uexHST" |

| Unknown route-map component "uexBHF" |

| Unknown route-map component "uexBHF" |

| Unknown route-map component "exCONTgq" | Unknown route-map component "uexmKRZ" | Unknown route-map component "exCONTfq" |

| Unknown route-map component "uexBHF" |

| Unused urban continuation forward |

La linea tranviaria era a scartamento ridotto di 1100 mm, e si sviluppava per 61,528 km, di cui 7,518 km la diramazione per Carmagnola; il raggio minimo di curva era di 50 metri, la pendenza massima del 20 per mille. La velocità massima ammessa era di 36 km/h, ridotta a 24 km/h sulla Pilone Virle-Carmagnola.
Fino alla fermata di Millefonti il percorso era a doppio binario in comune con la rete tranviaria torinese; per via del diverso scartamento, condivideva solo una delle due rotaie.

### Percorso

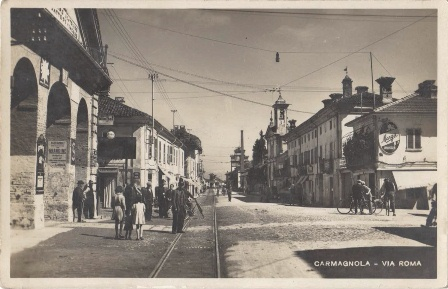
Binario a Carmagnola, in via Roma

La linea partiva da piazza Nizza a Torino, transitando quindi per la barriera di Nizza e per il Lingotto (per la quale il "trenino di Saluzzo" fu l'unico collegamento con Torino sino al 1911).
Uscita da Torino la linea imboccava la statale per Saluzzo, toccando Moncalieri, La Loggia ed entrando a Carignano, nella quale effettuava fermata in piazza Carlo Alberto. All'incrocio delle strade per Saluzzo e Carmagnola sorgeva la stazione di Pilone Virle, da cui si diramava la tratta per Carmagnola.
La linea proseguiva sulla statale per Saluzzo toccando quindi Ceretto, Lombriasco, Casalgrasso, Polonghera, Faule, Moretta, Torre San Giorgio, Fornaca, Scarnafigi e Torrazza di Saluzzo.
Arrivata a Saluzzo la linea effettuava fermata in piazza Denina, prima di terminare la corsa a porta Cuneo.
Nel 1926 il capolinea torinese fu arretrato da corso Vittorio Emanuele a piazza Nizza; nel 1944 fu ulteriormente arretrato alla barriera Nizza e negli ultimi periodi d'esercizio in piazza Bengasi.
A Saluzzo la stazione (raccordata con la ferrovia) si trovava in piazza XX Settembre; dopo la chiusura della tranvia fu utilizzata come autostazione per le autolinee SATIP; parzialmente modificata negli anni successivi, chiuse nel 1977 sostituita dalla nuova autostazione di via Circonvallazione, e successivamente fu demolita: al suo posto furono costruiti alcuni condomini.
La linea aveva diversi raccordi merci:
- a Moncalieri con la Fabbrica Nazionale Estratti Tannici;
- a Saluzzo con la ditta di laterizi Pellini Albonico;
- a Torino con la ditta di trasporti Pietro Sicco.

## Materiale rotabile

### Motrici
Sulla tranvia prestarono inizialmente servizio locomotive a vapore Henschel & Sohn e carrozze di costruzione Grondona.
Con l'acquisizione delle linee di Berrier-Delaleu entrarono nel parco rotabili CGTP anche le otto locotender costruite dalla SLM per la Cuneo-Dronero e la Cuneo-Saluzzo, radiate entro il 1920, e una locomotiva Hagans; entrambi i tipi erano a due assi.
Ad esse seguirono altre locomotive tranviarie, costruite da Krauss e Henschel, consegnate sino al 1909, oltre a due Breda; due Borsig furono acquistate dalla tranvia Pinerolo-Perosa Argentina. Il parco CGTP giungerà a contarne complessivamente 40..
Nel 1925 la CGTP ordinò un'automotrice DWK Tipo IV alla Romeo per la propria rete sociale, sulla quale prestò servizio per circa un decennio con scarsi risultati.
Poco dopo si sperimentò la trazione ad accumulatori, già provata su altre linee tranviarie italiane: le Officine di Savigliano costruirono due automotrici sui telai di carrozze a due assi Grondona, spinti da due motori da 13 CV l'uno: tali elettromotrici diedero buoni risultati, riducendo i tempi di percorrenza del 30%. Fu successivamente allestita un'ulteriore serie di quattro automotrici, due costruite dalle officine di Savigliano e due dalle officine CGTP sulla base di carrozze, mosse da due motori per complessivi 40 CV.
La sperimentazione ebbe successo, tanto che la CGTP ordinò nel 1929 tre automotrici a carrelli, costruite dalla Carminati e Toselli con parte elettrica TIBB, in servizio dal 1930; nel 1933 ne furono consegnate altre tre.

### Carrozze e carri merce
Le prime carrozze furono fornite dalla Locati di Torino (non più di 12 unità, a due assi e terrazzini); successivamente la Grondona fornì una sessantina di carrozze, sempre a due assi e terrazzini ma più comode.
Le carrozze Locati furono radiate tra il 1910 e il 1920; in quegli anni le Officine Meccaniche di Pinerolo fornirono 28 carrozze a vestiboli chiusi (quattro miste di I e II classe, le altre di II classe), più lunghe delle precedenti e impiegate principalmente sulle linee Torino-Carmagnola, Torino-Saluzzo-Cuneo e Cuneo-Dronero, inoltre parte delle vetture Grondona furono trasformate a terrazzini chiusi. Nei primi anni trenta arrivarono due carrozze a due assi e terrazzini provenienti dalla tranvia Messina-Barcellona Pozzo di Gotto, i cui soci erano gli stessi della CGTP, ma non prestarono mai servizio.
Nel 1930 risultavano in servizio circa 400 carri merce, di cui 60 chiusi e 45 a sponde basse.

### Materiale motore - prospetto di sintesi
| Unità   | Anno di costruzione | Costruttore | Tipo                                   | Note                                                                      |
| ------- | ------------------- | ----------- | -------------------------------------- | ------------------------------------------------------------------------- |
| 1÷5     | 1879-1880           | SLM         | Locotender a 2 assi                    | ex Berrier-Delaleu per la Cuneo-Dronero                                   |
| 1÷3     | 1879-1880           | SLM         | Locotender a 2 assi                    | ex Berrier-Delaleu per la Saluzzo-Cuneo                                   |
| 4       | 1881                | Hagans      |                                        | ex Berrier-Delaleu                                                        |
| 5÷7     | 1881                | Krauss      | A 2 assi                               | costruite per la Pinerolo-Cavour                                          |
| 10÷17   | 1881                | Henschel    | A 2 assi                               |                                                                           |
| 18      | 1909                | Henschel    | A 2 assi                               |                                                                           |
| 19÷27   | 1882                | Henschel    | A 2 assi                               |                                                                           |
| 28÷35   | 1888                | Henschel    | A 2 assi                               |                                                                           |
| 36÷38   | 1907                | Henschel    | A 2 assi                               |                                                                           |
| 1÷2     |                     | Breda       |                                        |                                                                           |
| 1÷2     |                     | Borsig      |                                        | ex Pinerolo-Perosa Argentina                                              |
| 51, 57  | 1925                | SNOS        | Automotrici ad accumulatori a due assi | costruite per la Torino-Carmagnola                                        |
| 3÷4     | 1927                | SNOS        | Automotrici ad accumulatori a due assi | costruite per Saluzzo-Revello-Paesana, Revello-Barge, Costigliole-Venasca |
| 5÷6     | 1927                | SNOS        | Automotrici ad accumulatori a due assi | costruite per Saluzzo-Revello-Paesana, Revello-Barge, Costigliole-Venasca |
| 101÷106 | 1929-1932           | C&T-TIBB    | Automotrici ad accumulatori a carrelli | costruite per Torino-Saluzzo-Cuneo, Cuneo-Dronero, Cuneo-Boves            |